# Isopren
Isoprene hoặc 2-metyl-1,3-butadien, là một hợp chất hữu cơ phổ biến có công thức CH2=C(CH 3)−CH=CH2. Ở dạng nguyên chất, nó là một chất lỏng dễ bay hơi không màu. Isoprene được sản xuất bởi nhiều loại thực vật và động vật  (bao gồm cả con người) và polyme của nó là thành phần chính của cao su tự nhiên. CG Williams đặt tên cho hợp chất này vào năm 1860 sau khi thu được nó từ sự phân hủy nhiệt (nhiệt phân) cao su tự nhiên; ông đã suy luận đúng công thức thực nghiệm C5H8.

## Xuất hiện trong tự nhiên
Isoprene được sản xuất bởi nhiều loài cây (nhà sản xuất chính là sồi, cây dương, bạch đàn và một số cây họ đậu). Sản lượng phát thải Isopren hàng năm của thảm thực vật là khoảng 600 triệu tấn, một nửa từ cây lá rộng nhiệt đới và phần còn lại chủ yếu từ cây bụi. Điều này tương đương với lượng khí thải metan và chiếm khoảng một phần ba tổng số Hydrocarbon được thải vào khí quyển.

### Thực vật
Isopren được tạo ra thông qua con đường metyl-erythritol 4-phosphat (con đường MEP, còn được gọi là con đường không mevalonate) trong lục lạp của thực vật. Một trong hai sản phẩm cuối cùng của con đường MEP, dimetylallyl pyrophosphat (DMAPP), được phân cắt bởi enzyme isopren synthase để tạo thành isopren và diphosphat. Do đó, các chất ức chế ngăn chặn con đường MEP, chẳng hạn như fosmidomycin, cũng ngăn chặn sự hình thành Isopren. Phát thải Isopren tăng đáng kể theo nhiệt độ và tối đa hóa vào khoảng 40 °C. Điều này đã dẫn đến giả thuyết rằng Isopren có thể bảo vệ thực vật chống lại stress nhiệt. Sự phát thải của Isopren cũng được quan sát thấy ở một số vi khuẩn và điều này được cho là xuất phát từ sự thoái hóa không enzym từ DMAPP.

#### Quy định
Phát thải Isopren trong thực vật được kiểm soát cả bởi sự sẵn có của cơ chất (DMAPP) và hoạt động của enzym (isopren synthase). Cụ thể, ánh sáng, sự phụ thuộc CO2 và O2 của phát xạ isopren được kiểm soát bởi tính sẵn có của chất nền, trong khi đó sự phụ thuộc nhiệt độ của phát xạ isopren được điều chỉnh theo cả mức độ cơ chất và hoạt động của enzym.

### Sinh vật khác

Cấu trúc hóa học của cis -polyisoprene, thành phần chính của cao su tự nhiên.

Isopren là hydrocarbon dồi dào nhất có thể đo được trong hơi thở của con người. Tỷ lệ sản xuất isopren ước tính trong cơ thể người là 0,15 Phamol/(kg·h), tương đương với khoảng 17 mg/ngày cho một người nặng 70 Kg. Isoprene là phổ biến ở nồng độ thấp trong nhiều loại thực phẩm. 

## Vai trò sinh học
Phát thải Isopren dường như là một cơ chế mà cây sử dụng để chống lại stress phi sinh học. Đặc biệt, isopren đã được chứng minh là bảo vệ chống lại stress nhiệt vừa phải (khoảng 40 °C).  Nó cũng có thể bảo vệ cây chống lại sự biến động lớn của nhiệt độ lá. Isopren được tích hợp vào và giúp ổn định màng tế bào để đối phó với stress nhiệt.
Isopren cũng chống lại các loại oxy phản ứng. Lượng Isopren được giải phóng từ thảm thực vật phát ra Isopren phụ thuộc vào khối lượng lá, diện tích lá, ánh sáng (đặc biệt là mật độ quang thông quang hợp, hoặc PPFD) và nhiệt độ của lá. Do đó, vào ban đêm, một ít Isopren được phát ra từ lá cây, trong khi lượng phát thải ban ngày dự kiến sẽ rất lớn trong những ngày nắng và nóng, lên tới 25 μg / (g trọng lượng lá khô) / giờ ở nhiều loài sồi.

### Isoprenoids
Bộ xương Isopren có thể được tìm thấy trong các hợp chất tự nhiên được gọi là terpen (còn được gọi là isoprenoid), nhưng các hợp chất này không phát sinh từ chính Isopren. Thay vào đó, tiền chất của các đơn vị isopren trong các hệ thống sinh học là dimethylallyl pyrophosphate (DMAPP) và đồng phân isopentenyl pyrophosphate (IPP) của nó. Số nhiều 'isoprenes' đôi khi được sử dụng để nói về terpen nói chung.
Ví dụ về isoprenoid bao gồm carotene, phytol, retinol (vitamin A), tocopherol (vitamin E), dolichol và squalene. Heme A có đuôi isoprenoid và lanosterol, tiền chất sterol ở động vật, có nguồn gốc từ squalene và do đó từ isopren. Các đơn vị isopren chức năng trong các hệ thống sinh học là dimetyl-allyl pyrophosphat (DMAPP) và đồng phân isopentyl pyrophosphat (IPP) của nó, được sử dụng trong sinh tổng hợp các isoprenoid tự nhiên như carotenoids, quinones, lan truyền các hợp chất (ví dụ chuỗi phytol của diệp lục). Isopren được sử dụng trong lớp đơn lớp màng tế bào của nhiều Archaea, lấp đầy khoảng trống giữa các nhóm đầu tetraether diglyxerol. Điều này được cho là thêm sức đề kháng cấu trúc vào môi trường khắc nghiệt trong đó nhiều Archaea được tìm thấy.
Tương tự, cao su tự nhiên bao gồm các chuỗi polyisopren tuyến tính có trọng lượng phân tử rất cao và các phân tử tự nhiên khác.

Phiên bản đơn giản của con đường tổng hợp steroid với các chất trung gian isopentyl pyrophosphat (IPP), dimethylallyl pyrophosphat (DMAPP), geranyl pyrophosphat (GPP) và squalene được hiển thị. Một số trung gian được bỏ qua.

## Tác động đến aerosol
Sau khi giải phóng, Isopren được chuyển đổi bởi các gốc tự do tồn tại trong thời gian ngắn (như gốc hydroxyl) và ở mức độ thấp hơn bởi ozone  thành nhiều loài khác nhau, như andehit, hydroperoxide, nitrat hữu cơ và epoxit, hòa trộn vào các giọt nước và giúp tạo aerosol và khói mù.
Trong khi hầu hết các chuyên gia thừa nhận rằng phát thải Isopren ảnh hưởng đến sự hình thành aerosol, liệu isopren tăng hay giảm sự hình thành aerosol vẫn còn được tranh luận. Một tác dụng lớn thứ hai của isopren đối với khí quyển là với sự hiện diện của oxit nitric, nó góp phần vào sự hình thành tầng đối lưu (tầng khí quyển thấp hơn), một trong những chất gây ô nhiễm không khí hàng đầu ở nhiều quốc gia. Bản thân Isopren thường không được coi là một chất gây ô nhiễm, vì nó là một sản phẩm thực vật tự nhiên. Sự hình thành của tầng đối lưu chỉ có thể xảy ra khi có nồng độ NOx cao, hầu như chỉ xuất phát từ các hoạt động công nghiệp. Isoprene có thể có tác dụng ngược lại và làm dịu sự hình thành ozone dưới mức NOx thấp.
Isopren có sẵn nhất trong công nghiệp như là một sản phẩm phụ của sự nứt nhiệt của naphta hoặc dầu, như một sản phẩm phụ trong sản xuất etylen. Khoảng 800.000 tấn được sản xuất hàng năm. Khoảng 95% sản xuất isopren được sử dụng để sản xuất cis-1,4-polyisoprene, một phiên bản tổng hợp của cao su tự nhiên.
Cao su tự nhiên bao gồm chủ yếu là poly-cis-isopren với khối lượng phân tử từ 100.000 đến 1.000.000 g/mol. Thông thường cao su tự nhiên chứa một vài phần trăm các vật liệu khác, chẳng hạn như protein, axit béo, nhựa và vật liệu vô cơ. Một số nguồn cao su tự nhiên, được gọi là gutta percha, bao gồm trans-1,4-polyisoprene, một đồng phân cấu trúc có tính chất tương tự, nhưng không giống nhau.